# Попов, Николай Сергеевич (журналист)
Николай Сергеевич Попов (род. 11 июля 1950, Кишинёв, Молдавская ССР, СССР) — советский и российский шахматист, международный мастер (1978), тренер, шахматный журналист; радио- и телекомментатор (с 1985). Спортивный комментатор телеканалов «Россия» (1991 — 2015) и «Россия-2» (2003 — 2015). Президент Федерации шахмат Подмосковья (2019—2023).

## Биография

### Спортивные достижения
Чемпион Молдавии (1972, 1974, 1975 и 1976). Участник Спартакиад народов СССР (1975, 1979 и 1983). Лучшие результаты в международных соревнованиях: Яссы (1977) — 1-е место; Албена (1978) — 1-2-е место. В настоящее время участвует в шахматных турнирах среди ветеранов. Победитель Чемпионата Московской области по блицу среди ветеранов в 2017 г. (г. Люберцы).

### Карьера на телевидении
Пришёл на телевидение в 1985 году. Ведущий спортивных новостей в программе «Время». За кадром читал текст в художественно-документальном телесериале, вышедшем по мотивам фильма 1981 года «О спорт, ты — мир!».
В 1991 году, вместе с Александром Иваницким, Олегом Жолобовым, Алексеем Бурковым, Анной Дмитриевой и Сергеем Ческидовым переходит с ЦТ СССР, которому подчинялась тогда Первая программа, на ВГТРК, в творческо-производственное объединение «Арена» недавно возникшего «Российского телевидения» (более известного как РТР, ныне «Россия-1»), где проработал вплоть до закрытия спортивной редакции осенью 2015 года.
Комментировал для каналов ВГТРК такие виды спорта, как биатлон, тяжёлая атлетика, профессиональный бокс, фигурное катание, теннис, плавание, художественная гимнастика, баскетбол — в том числе финальная серия НБА 1997 года в паре с Александром Гомельским. Работал на Олимпийских играх. В 1994—1995 годах комментировал соревнования чемпионата мира по автогонкам в классе «Формула-1» на телеканале РТР.
Принимал участие в выпуске программы «Лучшие игры НБА». Был ведущим спортивных новостей в программе «Вести» (РТР) в 1990-е годы, позже вёл еженедельное телеобозрение «Спорт за неделю» (РТР, 2001). Всего за период с 1990-х по 2015 год Николай Попов отработал на трансляциях по 40 видам спорта.
С 2015 года, после закрытия канала «Россия-2» и замены его на канал «Матч ТВ», Николай Попов вышел на пенсию, о чём он написал в преамбуле собственного блога «Как всё начиналось».

### Дальнейшая деятельность
С декабря 2019 по февраль 2023 года — Президент Федерации шахмат Московской области (с 21 января 2020 г. — Федерация шахмат Подмосковья). Давал российским СМИ интервью и комментарии шахматных поединков.